# Marcel Stenzel
Marcel Stenzel (* 17. Februar 1992 in Dortmund) ist ein deutscher Fußballspieler.

## Karriere

### Jugend- und Amateurbereich (bis 2013)
Stenzel begann das Fußballspielen in der Jugend des TSC Eintracht Dortmund und durchlief anschließend verschiedene Altersstufen im Nachwuchsbereich des Profiklubs Borussia Dortmund. Zu seinen Mitspielern zählte der spätere Weltmeister Mario Götze, zu dem sich ein enges freundschaftliches Verhältnis entwickelte. Nachdem 2011 seine Zeit als Jugendspieler abgelaufen war, erhielt er bei Dortmund jedoch keinen Anschlussvertrag im Seniorenbereich und wechselte stattdessen in die zweite Mannschaft von Preußen Münster. Für diese war er Stammspieler in der sechstklassigen Westfalenliga, ehe sein Vertrag nach einem Jahr nicht verlängert wurde. Trotz dieses Umstands durfte er auf Vorschlag seines Freundes Mario Götze am von Nike organisierten Talentwettbewerb „The Chance“ teilnehmen, konnte sich gegen andere junge Akteure aus dem deutschen Sprachraum behaupten und erreichte daher die internationale Runde. Im Sommer 2012 nahm er in Spanien am entsprechenden Lehrgang teil und wurde für die darauffolgende Saison beim westfälischen Oberligisten TSG Sprockhövel eingestellt.
Bei Sprockhövel kam er zu regelmäßigen Einsätzen, wobei er zumeist im offensiven Mittelfeld aufgeboten wurde. Zur Spielzeit 2013/14 wechselte er erneut den Arbeitgeber und unterschrieb bei der ebenfalls fünftklassig antretenden zweiten Mannschaft des MSV Duisburg.

### Entwicklung zum Profi in Duisburg (2013–2015)
In der Zweitauswahl des MSV avancierte er sofort zum Stammspieler und präsentierte sich dabei derart vielversprechend, dass er im Vorfeld der Saison 2014/15 am Trainingslager der Profimannschaft teilnehmen durfte. Anschließend wurde er weiterhin in der Oberliga aufgeboten, saß aber bei den Drittligapartien der Profis häufig auf der Ersatzbank; dabei griff Trainer Gino Lettieri zunächst nicht auf ihn zurück. Dies änderte sich am 21. März 2015, als er beim 4:1-Auswärtssieg gegen Borussia Dortmund II durch seine Einwechselung in der 81. Minute im Profifußball debütierte und kurz darauf mit einem Pass auf Kingsley Onuegbu den letzten Duisburger Treffer vorbereiten konnte. Zu diesem Zeitpunkt war Stenzel 23 Jahre alt. Am Saisonende gelang der Mannschaft der Aufstieg in die 2. Bundesliga, jedoch wurde sein Vertrag nicht verlängert und er blieb daraufhin zunächst vereinslos.

### Rückkehr in den Amateurbereich (seit 2015)
Nach einer kurzen Zeit ohne Arbeitgeber wurde er Ende September 2015 vom Regionalligisten Rot-Weiß Oberhausen verpflichtet und schloss sich damit erstmals einem Verein aus der vierthöchsten Spielklasse an. Für Oberhausens erste Mannschaft kam er allerdings nur zwei Mal zum Einsatz, ehe er im Februar 2016 zum FC Brünninghausen in die sechstklassige Westfalenliga 2 wechselte. Inzwischen spielt Stenzel bei FK Sharri Dortmund.